# Pitão-oliva
Liasis olivaceus ou pitão-oliva é uma espécie de pitão da família Liasis. Tem duas subespécies reconhecidas, incluindo a Liasis olivaceus olivaceus, que aqui se descreve.

## Descrição
Os adultos podem atingir 4 m de comprimento, e são assim a segunda maior espécie de serpente da Austrália. A cor varia de castanho chocolate uniforme a verde oliva, enquanto a parte inferior é normalmente de cor creme.
Infelizmente a espécie é confundida por vezes com a venenosa cobra-rei-castanha Pseudechis australis, e morta por esse facto.

## Distribuição geográfica
É endémica do norte da Austrália.